# Broederschool (interneringskamp)
De Broederschool ook genaamd Boulevard-kamp of de Coenboulevard in Soerabaja, fungeerde tijdens de Japanse bezetting van Nederlands-Indië in de periode van 14 maart 1942 tot 22 november 1942 als interneringskamp.
Soerabaja ligt op Oost-Java, tegenover het eiland Madoera. De rooms-katholieke HBS met schoolinternaat voor jongens, aangeduid als de Broederschool, stond aan de Coenboulevard, in het zuidoosten van de stad. Het kamp was ondergebracht in het schoolinternaat en haar bijgebouwen. Het terrein was omheind met prikkeldraad.